# Цикл Форстера
Цикл Форстера (англ. Forster cycle) — непрямий метод визначення констант рівноваги збудженого стану, таких значень як рКа*, де використовуються термодинамічні характеристики основного та збудженого станів і енергія електронного переходу. У такому циклі береться до уваги лише різниця в зміні молярної ентальпії реакції основного та збудженого станів, при цьому нехтується різниця зміни молярної ентропії. 